# Da un grande potere derivano grandi responsabilità

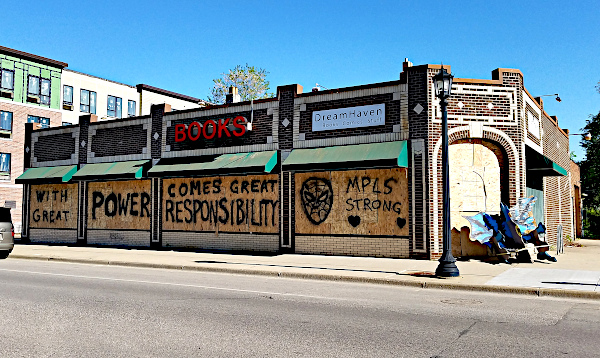
DreamHaven Books, un negozio di libri a Minneapolis, utilizza la famosa citazione all'indomani delle proteste per George Floyd.

Da un grande potere derivano grandi responsabilità (in inglese With great power comes great responsibility) è un antico adagio, aforisma e proverbio, inteso come allusione alla spada di Damocle e reso popolare grazie al suo utilizzo nelle storie del supereroe Spider-Man.
Questa citazione è apparsa in numerose rappresentazioni mediatiche su Spider-Man: nei fumetti, nei film e altri media correlati dalla Marvel Comics. Scritta da Stan Lee, è apparsa originariamente come narrazione di chiusura in Amazing Fantasy (vol. 1) n. 15 del 1962, ed è stata successivamente attribuita a Ben Parker come consiglio al giovane Peter Parker.
L'idea, simile alla parabola della spada di Damocle e al principio medievale della noblesse oblige, è che il potere non può essere semplicemente goduto solo per i suoi privilegi, ma rende necessariamente i suoi detentori moralmente responsabili sia di ciò che scelgono di fare sia di ciò che non riescono a fare. Dopo che è stato reso popolare dal franchise dell'Uomo Ragno, frasi simili sono state notate nel lavoro di scrittori e oratori precedenti. Questa citazione, oltre che nei fumetti della Marvel, è stata utilizzata da giornalisti, autori e altri scrittori, compresa la Corte suprema degli Stati Uniti d'America.

## Storia

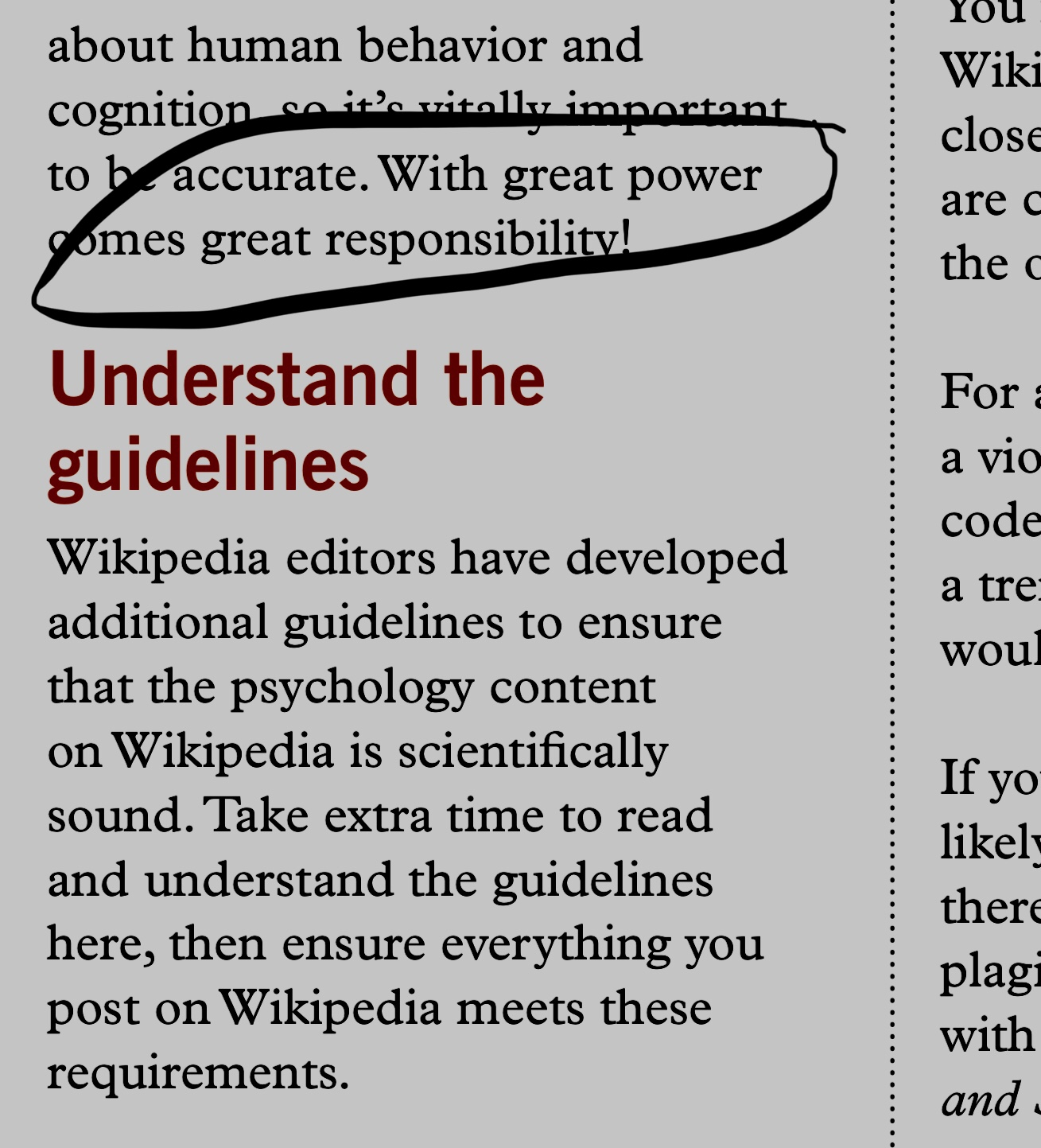
Schermata dell'uso della frase nelle linee guida della Wikimedia Foundation su come modificare Wikipedia.

### Precursori
Probabilmente raccontato da resoconti precedenti ma ora perduti di Timeo e Diodoro Siculo, l'oratore romano Cicerone riferisce che il cortigiano Damocle era felicissimo della possibilità di scambiare di posto con il tiranno del IV secolo a.C. Dionisio I di Siracusa per un giorno. La sua felicità finì bruscamente quando scoprì che una spada era stata sospesa sopra il trono da un solo crine di cavallo, che indica la preoccupazione dei monarchi, in particolare dei tiranni, per la precarietà del loro governo. Lo storico Dionisio era noto per aver trattato duramente i suoi sudditi e fu deposto due volte, morendo infine in esilio e in povertà.
Durante la rivoluzione francese, il Comitato di sicurezza generale pubblicò quanto segue come parte del suo "Piano di lavoro, sorveglianza e corrispondenza" dell'8 maggio 1793 (in francese: Plan de travail, de Surveillance et decorrispondence): Ils doivent envisager qu'une grande responsabilité est la suite inséparable d'un grand pouvoir, "I rappresentanti della Convenzione devono capire che una grande responsabilità è il risultato inseparabile di un grande potere". Frasi simili sono talvolta attribuite erroneamente allo scrittore francese Voltaire.
Il 27 giugno 1817, il deputato britannico William Lamb proclamò che "il possesso di un grande potere implica necessariamente una grande responsabilità" durante il dibattito sulla sospensione dell'habeas corpus tra i disordini, la crisi economica e gli scarsi raccolti seguiti alla fine delle guerre napoleoniche.
In qualità di primo ministro stesso, Churchill si rivolse all'Università di Harvard il 6 settembre 1943 per incoraggiare gli americani a maggiori sforzi nella seconda guerra mondiale, in particolare in collaborazione con l'Impero britannico. "Due volte nella mia vita il lungo braccio del destino ha attraversato gli oceani e ha coinvolto l'intera vita e l'umanità degli Stati Uniti in una lotta mortale... Il prezzo della grandezza è la responsabilità. Se il popolo degli Stati Uniti avesse continuato a una posizione mediocre, alle prese con la natura selvaggia, assorbiti nei loro affari e un fattore di nessuna importanza nel movimento del mondo, avrebbero potuto rimanere dimenticati e indisturbati al di là dei loro oceani protettivi: ma non si può elevarsi per essere in molti modi la comunità leader nel mondo civilizzato senza essere coinvolti nei suoi problemi, senza essere sconvolti dalle sue agonie e ispirati dalle sue cause. Se questo è stato dimostrato in passato, come lo è stato, diventerà indiscutibile in futuro. Il popolo degli Stati Uniti non può sfuggire alla responsabilità mondiale".

### Uso nei media sull'Uomo Ragno

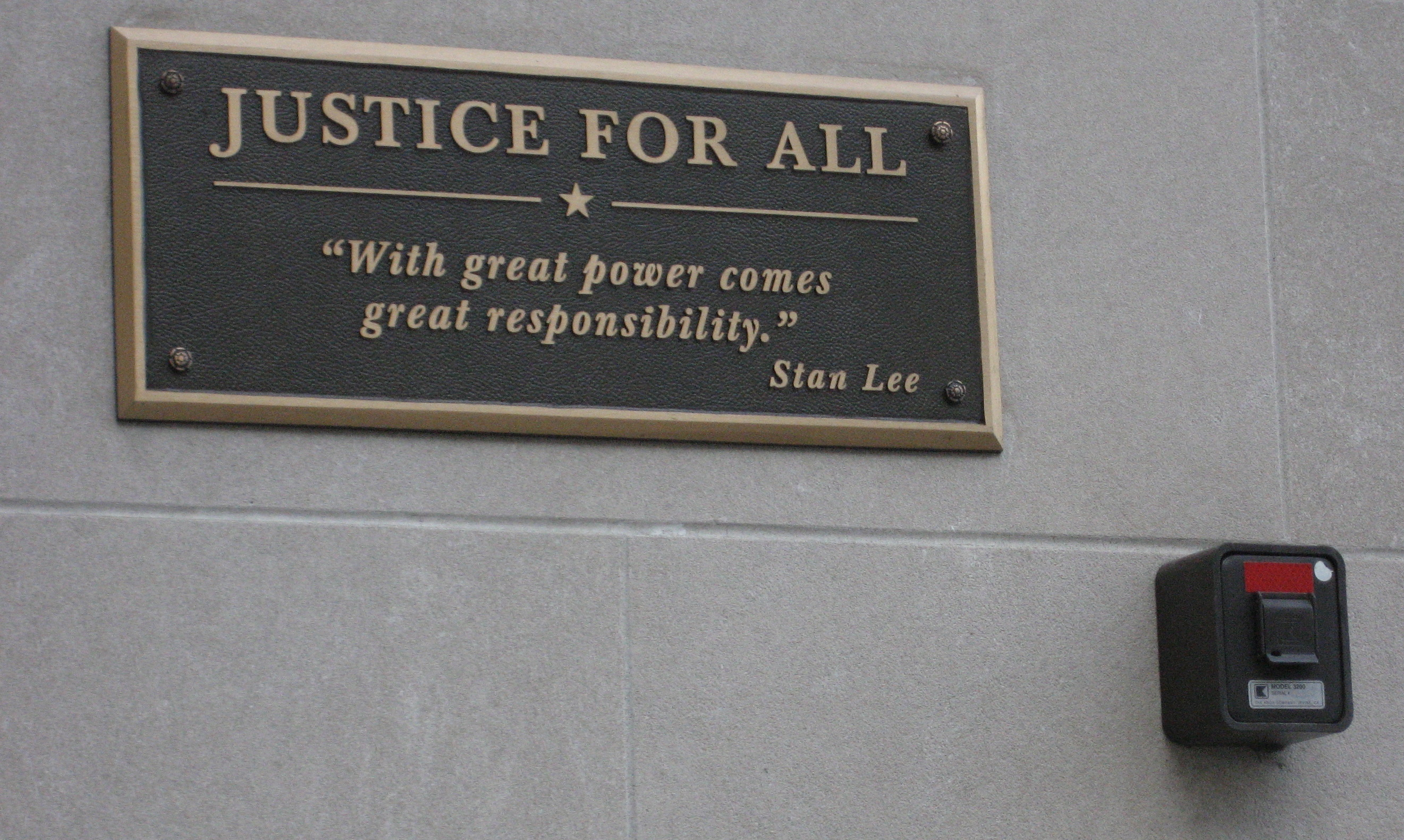
La frase a Providence, Rhode Island.

La frase specifica "Da un grande potere derivano grandi responsabilità" si è evoluta dalla prima apparizione dell'Uomo Ragno in Amazing Fantasy n. 15 del 1962, scritta da Stan Lee. Non è pronunciata da alcun personaggio, ma appare invece in una didascalia narrativa dell'ultima vignetta del fumetto:
La connessione dell'espressione con lo zio Ben di Spider-Man fu uno sviluppo successivo.
La frase ha guadagnato popolarità e significato nella cultura pop in seguito alla sua pronuncia nel film live action Spider-Man (2002) diretto da Sam Raimi, in cui è pronunciata sia da Ben (interpretato da Cliff Robertson) che da Peter (interpretato da Tobey Maguire). La frase è pronunciata da Richard Parker (interpretato da Campbell Scott) in una scena extra di The Amazing Spider-Man 2 (2014) con Andrew Garfield. La frase completa appare nel film Spider-Man: No Way Home (2021), pronunciata da zia May (interpretata da Marisa Tomei) a Peter (interpretato da Tom Holland) pochi istanti prima di morire. Anche il Parker di Maguire riconosce e finisce la frase quando il Parker di Holland racconta le sue versioni alternative su May che glielo ha detto. Diverse varianti della frase sono state pronunciate anche in questi film, tra cui Otto Octavius di Alfred Molina in Spider-Man 2 (2004), lo zio Ben di Martin Sheen al Peter di Garfield in The Amazing Spider-Man (2012), il Peter di Holland a Tony Stark in Captain America: Civil War (2016), e da Jefferson Davis in Spider-Man: Un nuovo universo.
(Otto Octavius in Spider-Man 2)
(Ben Parker in The Amazing Spider-Man)
(Peter Parker in Captain America: Civil War)
(Jefferson Davis in Spider-Man: Un nuovo universo)
La frase creata dalla Marvel è stata utilizzata da giornalisti, autori e altri scrittori, inclusa la Corte suprema degli Stati Uniti.